# Луций Помпоний Флак
Луций Помпоний Флак (на латински: Lucius Pomponius Flaccus) е римски сенатор през 1 век.

## Биография
Той е член на фамилията Помпонии, произлизаща от Помпо, син на Нума Помпилий.
През 16 г. Помпоний е легат в Мизия при Гай Попей Сабин. През 17 г. е консул заедно с Гай Цецилий Руф. През 19 г. е управител (legatus Augusti pro praetore) на провинция Мизия. Той е последният имперски управител на Сирия през 35 г.
Неговият брат Публий Помпоний Грецин е суфектконсул през 16 г. и баща или дядо на Помпония Грецина.